# Finty Williams
Tara Cressida Frances " Finty " Williams (nascida em 24 de setembro de 1972)  é uma atriz inglesa.

## Vida
Williams nasceu em 24 de setembro de 1972 em Londres, filho único de Judi Dench e Michael Williams . Williams treinou na Central School of Speech and Drama em Londres, graduando-se em 1994.
Ela tem um filho, Sam, nascido em 6 de junho de 1997. Sua mãe, Judi Dench, disse que Williams não lhe contou que ela seria avó até dias antes do nascimento.
A foto de Williams aparece nos créditos de abertura da série de televisão de comédia romântica britânica, estrelada por sua mãe, As Time Goes By .

## Filmografia

### Filme
- The Mystery of Edwin Drood (1993)[13]
- The Secret Rapture (1993)
- Mrs. Brown (1997)
- Gosford Park (2001)
- The Importance of Being Earnest (2002)
- Ladies in Lavender (2004)
- Even Girls Cry Sometimes (2009)
- Delicious (2013)
- Macbeth (2014)
- We Can Be Heroes (2017)[14]

### Televisão
- The Torch (1992)
- Tales from the Crypt (1996)
- Wives and Daughters (1999)
- Angelina Ballerina (2001) – Angelina Mouseling, Mrs. Hodgepodge, Aunt Lavender Mouseling, Miss Quaver, Mrs. Thimble, and Miss Twitchett
- Courage the Cowardly Dog (2002) – Tulip (uncredited)
- Born and Bred
- Cranford (2007)
- The Vote (2015)
- Doc Martin (Series 7 Episode 5) (2015)
- Ricky Zoom (2019) – Scootio
- The A List (2021)
- Comic Relief - The Repair Shop sketch (2022)

### Rádio
- Doctor Who : Demon Quest - O Demônio de Paris - La Charlotte

### Audiolivros
- Hawkmaiden Spellmonger Cadet Series Livro Um (2019)
- Hawklady Spellmonger Cadet Series Livro Dois (2019)
- Skyrider Spellmonger Cadet Series Livro Três (2019)
- Chain of Gold: The Last Hours Livro Um (2020)
- Evelina: Ou, a história da entrada de uma jovem no mundo (2016)
- A garota com todos os presentes (2014)
- Eu tenho o seu número (2012)
- Senhor de Stariel (2018)
- Três Irmãs (2021)